# Der Staatsanwalt hat das Wort: Verurteilt auf Bewährung
Verurteilt auf Bewährung ist ein deutscher Fernsehfilm von Ursula Reinhold aus dem Jahr 1973. Das kriminologische Fernsehspiel erschien als 30. Folge der Filmreihe Der Staatsanwalt hat das Wort.

## Handlung
Michael und Katrin lieben sich und wollen zusammenbleiben. Während Katrin sehr zielstrebig ist, pflegt Michael allen Schwierigkeiten aus dem Wege zu gehen und ist auch schnell dabei, Beruf und Betrieb zu wechseln. Um Katrin Geschenke zu machen, wird er zum Dieb. 

## Produktion
Verurteilt auf Bewährung (Arbeitstitel: Nun hast du Zeit, dich zu bewähren) entstand 1973 im Zuständigkeitsbereich des DDR-Fernsehens, Bereich Unterhaltende Dramatik – HA: Reihenproduktion, Abt. „Der Staatsanwalt hat das Wort“.
Szenenbild:  Heinz-Helmut Bruder; Dramaturgie: Käthe Riemann; Kommentare: Peter Przybylski.
Der Film ist verschollen.